# Gezicht in vogelvlucht op Amsterdam
Gezicht in vogelvlucht op Amsterdam is een tekening door de Zuid-Nederlandse tekenaar Anthonis van den Wijngaerde in het Stadsarchief in Amsterdam.

## Voorstelling
Het stelt de stad Amsterdam voor vanuit een imaginair punt in de lucht. De stad is over de hele breedte afgebeeld, zoals deze eruitzag in het midden van de 16e eeuw: van de Montelbaanstoren links tot en met de toenmalige Haarlemmerpoort rechts. Zowel de bebouwing binnen de stadsmuren als daarbuiten is vrij gedetailleerd weergegeven. De belangrijkste punten in de stad zijn van opschriften voorzien, zoals de Amstel, de Oude Kerk, het oude stadhuis, de Nieuwe Kerk en het kartuizerklooster. Aan de horizon is nog net Amstelveen te zien. Op de voorgrond zijn een enkele vrachtschepen afgebeeld, die buiten de palissade in het IJ wachten om gelost en geladen te worden. De lading van deze schepen werd vervolgens in kleine schepen via het Damrak naar de Dam gebracht waar deze gewogen en verhandeld werd.

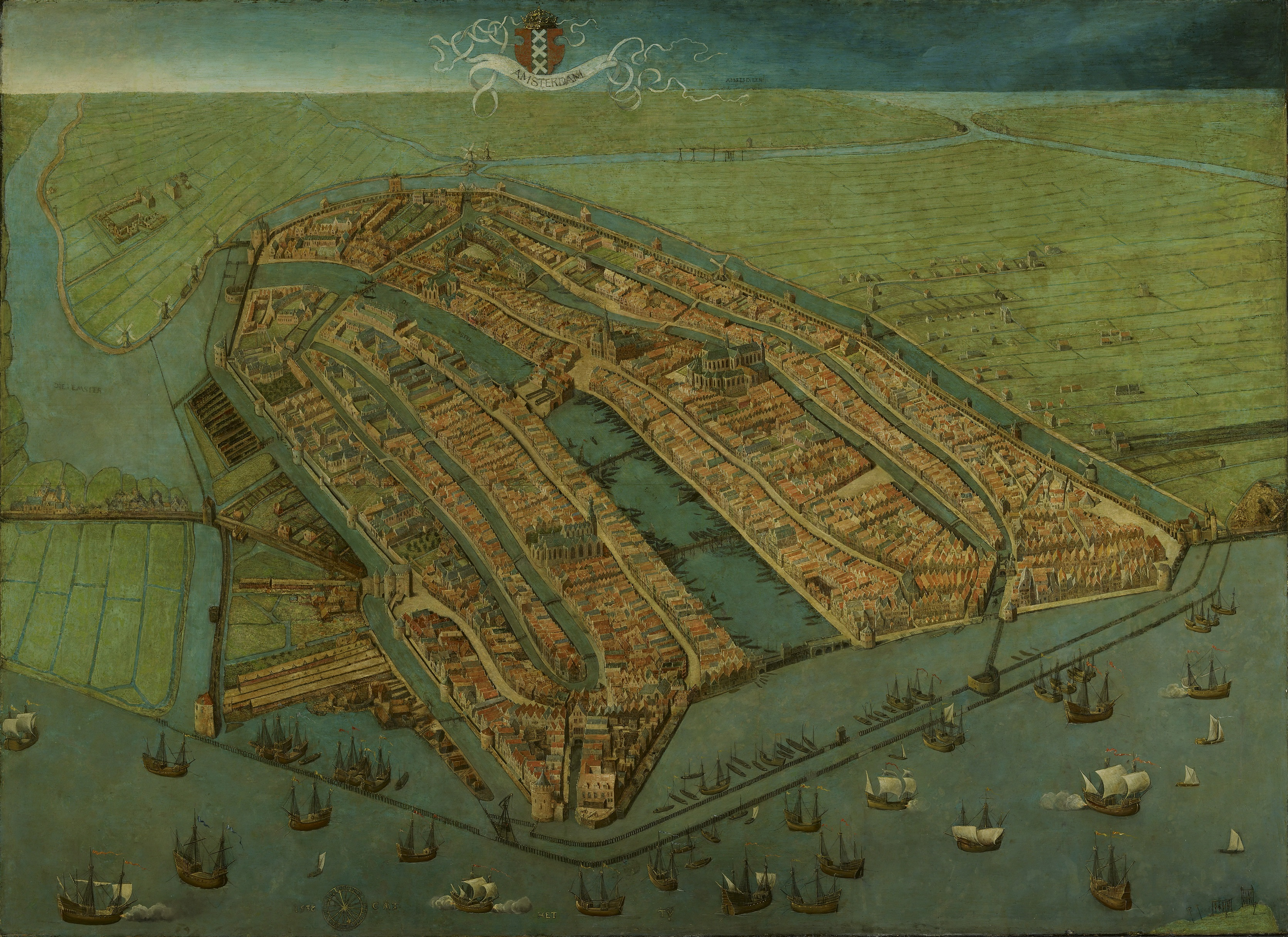
Cornelis Anthonisz. Gezicht op Amsterdam in vogelvlucht. 1538. Olieverf op paneel. Amsterdam, Amsterdam Museum.

De tekening vertoont grote overeenkomst met het schilderij Gezicht op Amsterdam in vogelvlucht, dat Cornelis Anthonisz. in 1538 maakte. Het gezichtspunt is bij Van den Wijngaerde echter een stuk lager, waardoor zijn tekening er wat realistischer uitziet. Beide kunstenaars hadden dan ook verschillende doelen. Het stadsportret van Anthonisz. is zo gedetailleerd dat deze ook als stadsplattegrond gezien kan worden; Van den Wijngaerde geeft de stad in hoofdlijnen weer. De tekening behoort tot een groep van ongeveer 200 stadsgezichten van steden in de Nederlanden, Italië, Engeland en Spanje. De 13 Nederlandse steden maakte hij tussen het midden van de jaren '40 en 1561, toen hij naar Spanje vertrok. De bedoeling was al deze tekeningen om te zetten in muurschilderingen in de paleizen in Madrid.

## Datering

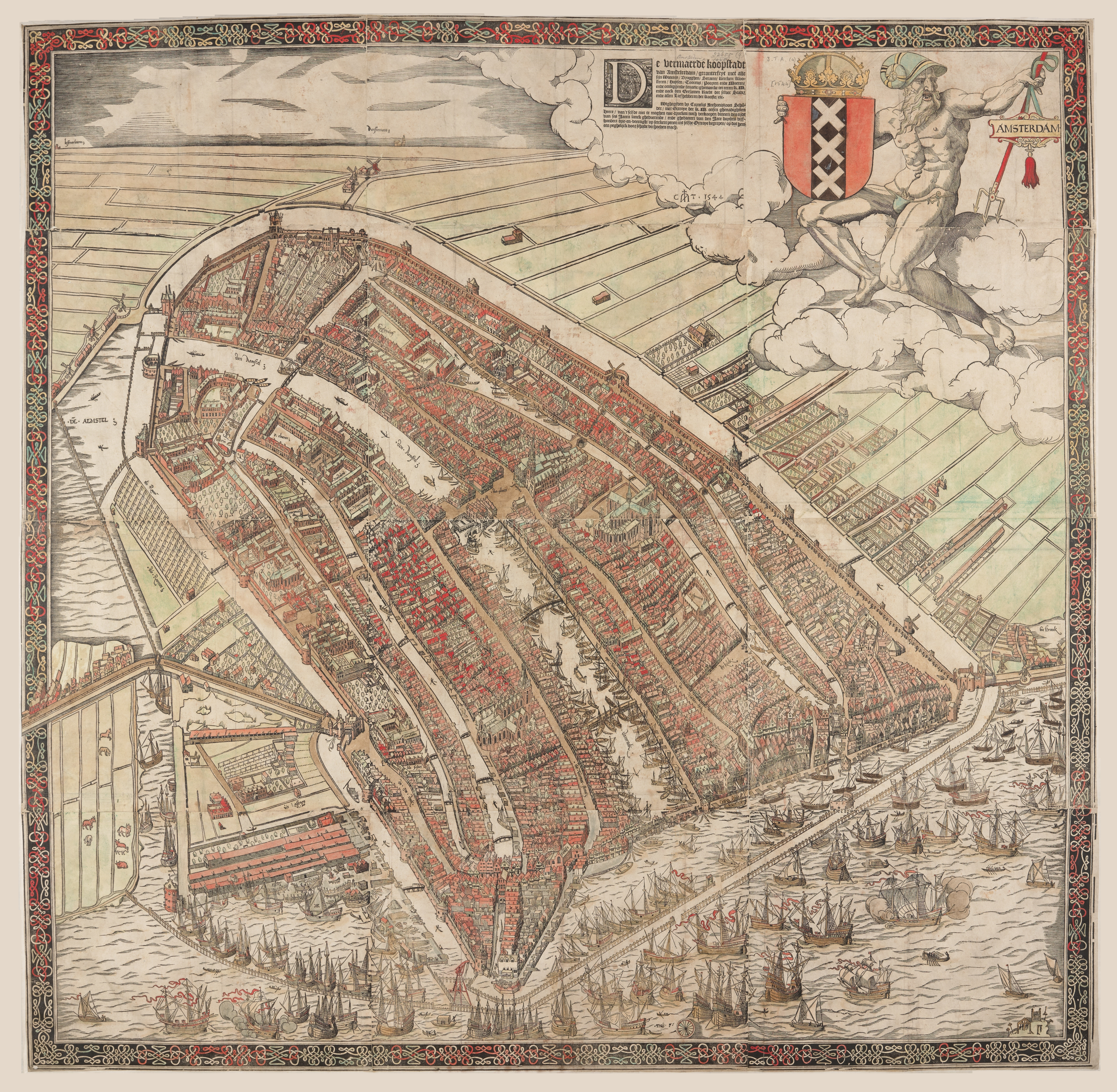
Cornelis Anthonisz. Plattegrond van Amsterdam in 1544. Londen, British Library.

Volgens stadsarchivaris van Amsterdam Antoine Everard d'Ailly, die de tekening omstreeks 1933 in Museum Plantin-Moretus in Antwerpen "ontdekte", had Van de Wijngaerde de tekening samengesteld op grond van eigen metingen en schetsen. Op grond van de topografie dateert D'Ailly de tekening tussen 1547 en 1550. De tekening lijkt echter ouder dan hij is. Dit komt omdat Van den Wijngaerde naast eigen observaties waarschijnlijk ook gebruik maakte van de in 1544 in houtsnede uitgegeven plattegrond van Amsterdam door Cornelis Anthonisz. Veel topografische details op deze plattegrond komen overeen met de tekening, bijvoorbeeld de in 1550 afgebroken toren op de hoek van het Damrak en het IJ, waar in 1560 het Paalhuis werd gebouwd. Ook de verhoging van het oostelijke deel van het schip van de Oude Kerk, die rond 1550 voltooid werd, ontbreekt op de tekening. De manier waarop Amstelveen aan de horizon is afgebeeld is ook van de plattegrond van Anthonisz. overgenomen, inclusief de spelling "Amsterueen".
De tekening dateert echter niet van voor 1550, maar eerder daarna. Dat blijkt uit de stadsmuur tussen de Sint Anthoniespoort en de Schreierstoren. Hier werden in 1551-1552 drie kleinere torens vervangen door één zware toren of rondeel, het Sint Nicolaasbolwerk. Deze verandering verwerkte Van den Wijngaerde in zijn tekening. Mogelijk heeft hij Amsterdam bezocht om dit soort veranderingen op te tekenen. Andere wijzigingen in het aanzicht van Amsterdam heeft hij echter niet opgenomen.